# Marie-Helene Östlund
Marie-Helene Östlund (nacida Marie-Helene Westin, Sollefteå, 14 de mayo de 1966) es una deportista sueca que compitió en esquí de fondo. Su marido, Erik Östlund, también compitió en esquí de fondo.
Ganó cuatro medallas en el Campeonato Mundial de Esquí Nórdico entre los años 1987 y 1995. Participó en tres Juegos Olímpicos de Invierno, ocupando el sexto lugar en Calgary 1988, el séptimo en Albertville 1992 y el sexto en Lillehammer 1994, en la prueba de relevo.

## Palmarés internacional
| Campeonato Mundial | Campeonato Mundial     | Campeonato Mundial | Campeonato Mundial |
| Año                | Lugar                  | Medalla            | Prueba             |
| ------------------ | ---------------------- | ------------------ | ------------------ |
| 1987               | Oberstdorf (RFA)       | Medalla de oro     | 20 km              |
| 1987               | Oberstdorf (RFA)       | Medalla de bronce  | Relevo 4 × 5 km    |
| 1991               | Val di Fiemme (Italia) | Medalla de plata   | 10 km              |
| 1995               | Thunder Bay (Canadá)   | Medalla de bronce  | Relevo 4 × 5 km    |